# Cum non solum
Cum non solum est une lettre écrite par le pape Innocent IV à l’empereur Mongol le 13 mars 1245.

## Histoire

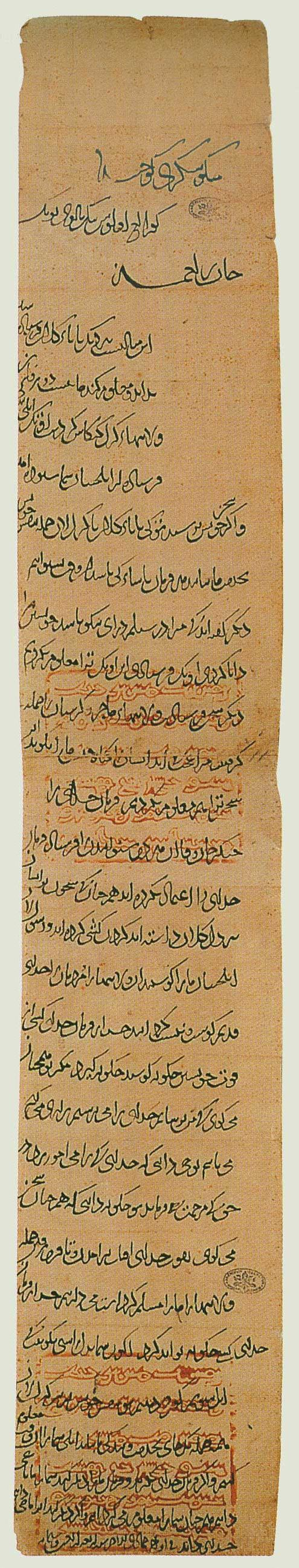
Réponse en persan de Güyük au pape Innocent IV en 1246.

Dans cette lettre le souverain pontife exhorte l’empereur à renoncer à attaquer la chrétienté et les autres nations. Innocent exprime un désir de paix (sans savoir qu’en mongol le terme « paix » équivaut à « soumission »).
« Nous nous sentons obligé — et non sans raison — de manifester notre étonnement quand nous entendons que vous avez envahi tant de régions chrétiennes ou d’autres peuples, dévasté ces terres en causant de terribles ravages, et que jusqu’au moment présent, dans votre colère continuelle, vous ne cessez d’envoyer des groupes de pillards dans ces régions. Vous vous êtes déchaîné contre tous indifféremment avec le glaive de votre colère, sans raison apparente et sans faire aucune exception pour l’âge ou le sexe.
« Désirant vivre ensemble, à l’exemple du roi pacifique, dans l’unité de la paix sous la crainte de Dieu, nous tenons donc à vous avertir, vous demander, et vous conseiller instamment de vous abstenir complètement de nouvelles attaques de ce genre et surtout de la persécution des chrétiens…
« Dites-nous pleinement, par le canal de nos envoyés, ce qui vous a conduit à l’extermination des autres peuples et ce que vous avez l’intention de faire d’autre. »
Ce message est apporté par le franciscain Jean de Plan Carpin qui réussit à rejoindre la capitale mongole Karakorum le 22 août 1246, où il assiste à l’élection de Güyük comme nouveau grand Khan des Mongols.
La réponse de Güyük à la lettre papale fut une demande de soumission des souverains chrétiens, et une invitation à venir rendre hommage au pouvoir mongol.

« À présent, vous devez dire d’un cœur sincère : nous serons vos sujets, nous vous donnerons notre force. Toi, en personne, à la tête des rois, tous ensemble et sans exception, venez nous offrir service et hommage. À ce moment-là, nous connaîtrons votre soumission. Et si vous n’observez pas l’ordre de Dieu et contrevenez à nos ordres, nous vous saurons nos ennemis. »

— Lettre de Güyük à Innocent IV, 1246

## Lettres d’Innocent IV aux Mongols.
Trois lettres d’Innocent IV aux Mongols sont connues : Dei patris inmensa datée du 5 mars 1245, Cum non solum du 13 mars 1245 et Viam agnoscere veritatis (en)  du 22 novembre 1248.
Les deux premières ont la même adresse : « Regi et populo Tartarorum viam agnoscere veritatis » (« Au roi et au peuple des Tartares, pour reconnaître le chemin de la vérité »).
La troisième est adressée à Baidju, commandant des armées mongoles en Perse :  « Bayonoy regi illustri, et nobilibus viris universis principibus et baronibus exercitus Tartarorum, viam cognoscere veritatis ».